# フニットビョルグ

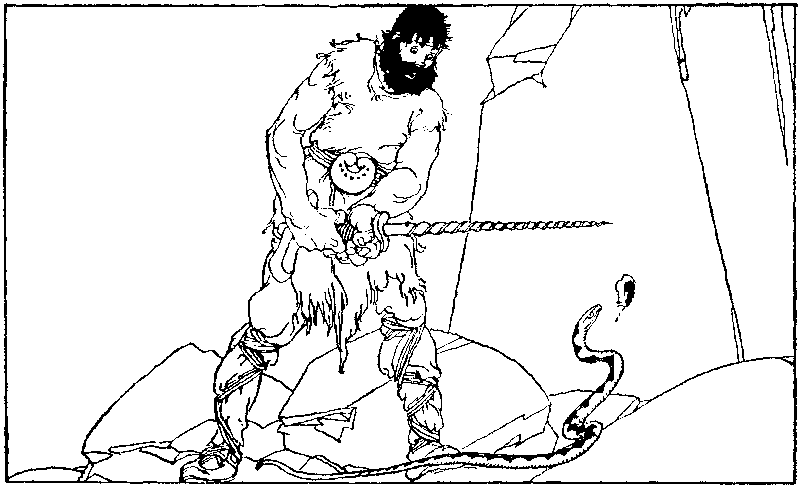
ウィリー・ポガニー(en)が1920年に描いた、フニットビョルグにバウギが錐で穴を開けた場面。

北欧神話において、フニットビョルグまたはフニトビョルグ (Hnitbjorg, Hnitbjörg) は、巨人スットゥングが詩の蜜酒を隠していた山である。スットゥングは、その山の中の穴に蜜酒を隠し、自分の娘グンロズに見張りをさせるべく穴の中に住まわせていた。スットゥングの弟で、この山に穴を空けることになるバウギの助力があって、オーディンは蜜酒に接近できた。